# Université d'État des voies de communication de l'Oural
 (février 2022).
Si vous disposez d'ouvrages ou d'articles de référence ou si vous connaissez des sites web de qualité traitant du thème abordé ici, merci de compléter l'article en donnant les références utiles à sa vérifiabilité et en les liant à la section « Notes et références ».
 (février 2022).
La mise en forme du texte ne suit pas les recommandations de Wikipédia : il faut le « wikifier ».
Les points d'amélioration suivants sont les cas les plus fréquents :
- Les titres sont pré-formatés par le logiciel. Ils ne sont ni en capitales, ni en gras.
- Le texte ne doit pas être écrit en capitales (les noms de famille non plus), ni en gras, ni en italique, ni en « petit »…
- Le gras n'est utilisé que pour surligner le titre de l'article dans l'introduction, une seule fois.
- L'italique est rarement utilisé : mots en langue étrangère, titres d'œuvres, noms de bateaux, etc.
- Les citations ne sont pas en italique mais en corps de texte normal. Elles sont entourées par des guillemets français : « et ».
- Les listes à puces sont à éviter, des paragraphes rédigés étant largement préférés. Les tableaux sont à réserver à la présentation de données structurées (résultats, etc.).
- Les appels de note de bas de page (petits chiffres en exposant, introduits par l'outil «  Source ») sont à placer entre la fin de phrase et le point final[comme ça].
- Les liens internes (vers d'autres articles de Wikipédia) sont à choisir avec parcimonie. Créez des liens vers des articles approfondissant le sujet. Les termes génériques sans rapport avec le sujet sont à éviter, ainsi que les répétitions de liens vers un même terme.
- Les liens externes sont à placer uniquement dans une section « Liens externes », à la fin de l'article. Ces liens sont à choisir avec parcimonie suivant les règles définies. Si un lien sert de source à l'article, son insertion dans le texte est à faire par les notes de bas de page.
- La présentation des références doit suivre les conventions bibliographiques. Il est recommandé d'utiliser les modèles {{Ouvrage}}, {{Chapitre}}, {{Article}}, {{Lien web}} et/ou {{Bibliographie}}. Le mode d'édition visuel peut mettre en forme automatiquement les références.
- Insérer une infobox (cadre d'informations à droite) n'est pas obligatoire pour parachever la mise en page.

Pour une aide détaillée, merci de consulter Aide:Wikification.
Si vous pensez que ces points ont été résolus, vous pouvez retirer ce bandeau et améliorer la mise en forme d'un autre article.
 (février 2022).
L'article doit être relu — et modifié si nécessaire — par des contributeurs indépendants pour apporter un regard critique aux contributions effectuées en violation des conditions d'utilisation de Wikipédia, tant sur la forme (notamment concernant le style encyclopédique, la proportionnalité) que sur le fond (la neutralité de point de vue, la qualité et l'indépendance des sources).
 (mars 2022).
L'université d'État des voies de communication de l'Oural, fondée en 1956,  occupe la position la plus importante dans l'espace éducatif du district fédéral de l'Oural[réf. nécessaire] et se concentre principalement sur le personnel de l'industrie des transports dans la plus grande région industrielle du pays.
L’université est un complexe éducatif intégré verticalement situé sur le territoire de 5 sujets de la fédération de la Russie.
Le complexe universitaire met en œuvre un système de formation continue à plusieurs niveaux: formation préuniversitaire, enseignement professionnel secondaire, enseignement supérieur pour les programmes de premier cycle et de spécialisation, études de maîtrise et de l’école doctorale, formation professionnelle complémentaire sous forme de formation avancée et de rééducation professionnel des spécialistes.

## Histoire de l'université
Au milieu du siècle passé, le développement actif de la production de nouveaux types de produits a commencé, la technologie a été mise à jour et les liens de la région de l'Oural avec d'autres régions du pays se sont élargis. L'importance du transport ferroviaire a considérablement augmenté, en particulier dans la zone uralo-sibérienne. La création d'une université d'Ingénierie préparant le personnel pour les chemins de fer s’est avérée une tâche nécessaire.
Le 17 novembre 1956, un acte solennel a eu lieu pour commémorer l'événement joyeux de l’ouverture de l’université électromécanique des ingénieurs ferroviaires de l’Oural. Le premier bâtiment de l'université était situé sur la rue Yakov Sverdlov, 11 à la base de l'école technique ferroviaire de Sverdlovsk. En 1957, la faculté du soir a ouvert ses portes. En 1958, deux facultés de base ont été créées : les facultés d'électromécanique et d'électrotechnique ; une faculté par correspondance a vu le jour en 1959.
Le 16 novembre 1964, les portes du bâtiment principal ont été ouvertes. L'université se déplacera dans un nouveau bâtiment situé sur la rive du réservoir de la ville dans le quartier des Résidences des généraux. Des salles spacieuses, des laboratoires et des salles de classe occupaient toutes les chaires de la faculté d’électromécanique et des chaires de formation générale.
Avec le bâtiment de l'université des transports, ses activités éducatives ont également été élargies. En 1966, une faculté de construction est ouverte. La même année est organisée la chaire d'exploitation des chemins de fer, qui ensuite a pris le nom de faculté des processus de transports.
En 1968, le département des wagons et de l'économie des wagons a été organisé et la faculté de formation avancée du personnel dirigeant et des spécialistes du transport ferroviaire a été ouverte.
En 1971, la Faculté de génie mécanique est créée.
En 1975, le département des structures de construction et de la production de construction a commencé à fonctionner. Le résultat de cette évolution éducative est que dans les années 1970-1980, le nombre d'étudiants admis à l’université est passé de 600 à 7 000 personnes, le personnel enseignant est passé à 357, dont 45 % détenaient des diplômes et des titres universitaires.
Dans les années 1990, la politique de création et d'expansion se poursuit. En 1992, l'université électromécanique des ingénieurs ferroviaires de l’Oral a passé avec succès la certification et, en 1993 a obtenu des licences. En 1994, l'université a reçu un nouveau statut et a été rebaptisée Académie d'État des voies de communication de l'Oural. L'Académie est devenue l'une des plus grandes universités ferroviaires de Russie. Sa structure comprenait 8 facultés, 28 départements, 34 unités scientifiques, 1 branche et 6 centres de formation et de conseil. Les relations internationales de l'université ont commencé à se développer activement.
En 1999, les résultats du travail et la qualité de la formation des spécialistes ont permis à l'Académie d’obtenir le statut d'université technique - l'université d'État des voies de communication de l'Oural. La même année, la faculté d'économie et de gestion a été ouverte.
Un nouvel âge est arrivé. De nouvelles tendances éducatives sont venues à l'université des transports. Presque toutes les facultés ont ouvert de nouvelles directions et spécialités. La transition vers un système de formation à plusieurs niveaux commence.
À la base de l’université le centre régional sectoriel d’appui scientifique et méthodologique a été créé; il permettait de coordonner les activités de toutes les institutions impliquées dans la formation des cadres pour les entreprises de l'industrie du transport. La structure de l'université sera complétée par des branches, ainsi que par l'Académie de l'éducation des entreprises, qui a uni l'Institut de l'enseignement à distance et l'Institut de la formation professionnelle supplémentaire. Un nouveau complexe éducatif et de laboratoire avec 12 centres scientifiques et éducatifs, un complexe sportif est ouvert, une maison d'habitation pour les enseignants est construite.

## Classements
Selon les résultats de la surveillance du fonds de pension l’université  est parmi les cinq meilleures universités en Russie, l'emploi des diplômés atteint 100 %.
L’université d’État des voies de communication de l’Oural est la seule université de transport, qui est entré dans le top 100 des universités en Russie selon le classement de l'agence WSJ.
Elle occupe la 23e place dans le classement international annuel des universités eurasiennes.
Dans le classement englobant toute la Russie « Reconnaissance Nationale » sur la matière « Transport » notre[Quoi ?] université a pris la 9e place parmi les 95 universités du pays.
L’université est entré dans le top 10 des meilleures universités du district fédéral de l’Oural selon les résultats du classement local des universités du district fédéral de l'Oural RAEX.

## Structure de l’université

### Unités structurelles
- 6 facultés,
- 21 chaires,
- Collège des transports ferroviaires
- École de Médecine
- Institut des voies de communications de Tcheliabinsk
- Instituts du transport ferroviaire de Kourgan et de Perm
- Branches de l'université à Tioumen, Nijni Taguil et Zlatooust
- Bureau de représentation de l’université à Kartaly,
- L'Académie d'enseignement corporatif, comprenant l'Institut d'enseignement professionnel complémentaire, l'Institut d'enseignement par correspondance, l'Institut d'enseignement à distance, des centres de formation.

### Étudiants et enseignants
- 18 000 étudiants
- Plus de 900 enseignants hautement qualifiés (candidats et docteur es science)

### Période de formation
- License (Premier cycle) — 4 ans
- Spécialité — 5 ans
- Master (deuxième cycle) — 6 ans
- Doctorat — 3-4 ans

## Facultés
- Faculté d’électromécanique
- Faculté d’électrotechnique
- Faculté des processus de transport
- Faculté de construction
- Faculté de genie mécanique
- Faculté d’économie et de gestion

## Campus
L'un des avantages de l'université d'État des voies de communications de l'Oural n'est pas seulement son emplacement unique, mais également la structure interne du territoire et du campus, sa compacité. À distance de marche se trouvent le principal bâtiment éducatif, des dortoirs pour étudiants, un complexe sportif, un stade moderne et spacieux, un centre de test indépendant, un centre médical et même une école de conduite avec un autodrome.
En 2021, l'université a rejoint l'Association des universités vertes de la fédération de Russie.

## Vie étudiante
À l’université il y a environ 20 équipes créatives : des équipes de danse, un groupe de кock, des équipes du jeu télévisé KVN, un studio vocal, un théâtre de mode, un studio d’art, un studio littéraire et musical « Mot », un studio de médias, une station de radio amateur collective. Les étudiants des équipes créatives participant activement aux concours des niveaux international, régional et au niveau de la Russie et y remportent des prix.
L'université a créé un Centre des innovations et des technologies basé sur le principe du FabLab (mouvement international des laboratoires de fabrication). Le laboratoire FabLab est le seul dans la région de l'Oural où l’on étudie la modélisation 3D, on effectue la gravure au laser, on soude et s'occupe de tout ce qui est nécessaire pour maîtriser les professions de mécanicien, d'électricien et d'électronicien. Ici, les étudiants de l'équipe « Formule Student USURT » conçoivent et assemblent de véritables voitures de course et fabriquent des pièces uniques pour eux, puis les présentent aux compétitions internationales en Italie.

## Activité internationale
L’université mène des activités internationales ciblées et prend une part active à des projets internationaux, principalement avec les pays de la région du Pacifique, de l'Asie du Sud-Est : Mongolie, Kazakhstan, Chine et avec les pays de la CEI.
L'université participe au travail des organisations internationales : Organisation pour la coopération des chemins de fer, de l'Association des recteurs des écoles supérieures de transport de la Russie et de la Chine, le Conseil de l'éducation et de la science à la Réunion de coordination des transports de CEI ; elle est aussi un membre officiel de l'association Internationale des écoles supérieures de transports des pays de la zone Asie-Pacifique, de l'Association des recteurs des écoles supérieures de transport de la Russie et de la France, les pays BRICS, la Russie et la Chine. La coopération avec les pays européens — Allemagne, Pologne, Espagne, Serbie — se développe activement.
La faculté préparatoire pour une préparation à l'entrée à l’université sur le programme de plus haut niveau fonctionne, On étudie la langue russe et la culture de la Russie.
Les programmes DAAD, ERASMUS+, les projets de coopération scientifique et technique avec la Chine sont mis en œuvre.
Le nombre d'étudiants étrangers de l’université augmente régulièrement. Grâce à une coopération fructueuse avec la Chine et la Mongolie, la proportion d'étudiants étrangers, des doctorants chinois étudient à l’université. La présence croissante des étudiants chinois a stimulé des étudiants russes à apprendre le chinois. Une grande partie des étudiants de l'université ont fait leurs études à l'étranger grâce à l'activité des membres de l'organisation étudiante « BEST » qui ont réussi à établir des liens internationaux et à prendre une part active à des événements dans toute l'Europe.
L’université a conclu plus de trente accords internationaux de coopération et d'échanges avec des universités en Europe et en Asie. Les professeurs du département des langues étrangères et des communications interculturelles travaillent activement à la promotion de la mobilité internationale parmi les étudiants de l'université.